# Zuidoost-Aziatisch kampioenschap voetbal onder 19
Het Zuidoost-Aziatisch kampioenschap voetbal onder 19  is een jaarlijks internationale voetbalcompetitie georganiseerd door de ASEAN Football Federation (AFF) (Voetbalfederatie van Zuidoost-Azië), tussen de nationale voetbalteams van landen aangesloten bij de ASEAN en -vanaf 2004- Oost-Timor.

## Historisch overzicht
| Toernooi     | Gastland          | Winnaar   | Score           | Tweede      |
| ------------ | ----------------- | --------- | --------------- | ----------- |
| 2002 Details | Thailand Cambodja | Thailand  | 4 – 0           | Myanmar     |
| 2005 Details | Indonesië         | Myanmar   | 1 – 0           | Maleisië    |
| 2006 Details | Maleisië          | Australië | Groepsfase      | Maleisië    |
| 2007 Details | Vietnam           | Vietnam   | 1 – 0           | Maleisië    |
| 2008 Details | Thailand          | Australië | 0 – 0 (3–1 pen) | Zuid-Korea  |
| 2009 Details | Vietnam           | Thailand  | 2 – 2 (3–2 pen) | Australië   |
| 2010 Details | Vietnam           | Australië | 1 – 0           | Thailand    |
| 2011 Details | Myanmar           | Thailand  | 1 – 1 (5–4 pen) | Vietnam     |
| 2012 Details | Vietnam           | Iran      | 2 – 1           | Oezbekistan |
| 2013 Details | Indonesië         | Indonesië | 0 – 0 (7–6 pen) | Vietnam     |
| 2014 Details | China             | Japan     | 1 – 0           | Vietnam     |
| 2015 Details | Laos              | Thailand  | 6 – 0           | Vietnam     |
| 2016 Details | Vietnam           | Australië | 5 – 1           | Thailand    |
| 2017 Details | Myanmar           | Thailand  | 2 – 0           | Maleisië    |
| 2018 Details | Indonesië         | Maleisië  | 4 – 3           | Myanmar     |
| 2019 Details | Vietnam           | Australië | 1 – 0           | Maleisië    |
| 2022 Details | Indonesië         | Maleisië  | 2 – 0           | Myanmar     |
| 2024 Details | Indonesië         | Indonesië | 1 – 0           | Thailand    |

## Aantal overwinningen
| Aantal overwinningen | Land      | Jaar(en)                     |
| -------------------- | --------- | ---------------------------- |
| 5                    | Thailand  | 2002, 2009, 2011, 2015, 2017 |
| 5                    | Australië | 2006, 2008, 2010, 2016, 2019 |
| 2                    | Maleisië  | 2018, 2022                   |
| 2                    | Indonesië | 2013, 2024                   |
| 1                    | Myanmar   | 2005                         |
| 1                    | Vietnam   | 2007                         |
| 1                    | Iran      | 2012                         |
| 1                    | Japan     | 2014                         |